# Ozero Stokovoe
Ozero Stokovoe (englische Transkription von russisch Озеро Стоковое Osero Stokowoje) ist ein See im ostantarktischen Enderbyland. Er gehört zu einer Reihe kleinerer Seen der Thala Hills südlich des Lake Glubokoye und östlich der russischen Molodjoschnaja-Station.
Russische Wissenschaftler nahmen seine Benennung vor.